# Lund Nano Lab
Lund Nano Lab, LNL är ett 300 m2 stort renrumslaboratorium på avdelningen för fasta tillståndets fysik vid Lunds universitet. 
Det är en del av NanoLund (tidigare Nanometerkonsortiet) som grundades av Lars Samuelson år 1988 för att främja Sveriges forskning inom nanoteknik. Det var ett av de första europeiska konsortier för tvärvetenskaplig forskning som samlar både fysiker och kemister för att samarbeta.
År 2005 utsågs det till en av Sveriges tio bästa forskningsmiljöer.
Hela NanoLund hyser nu ungefär 150 forskare (19 april 2010), till skillnad från år 1988 då de bara var 15.
Lund Nano Lab invigdes den 17 januari år 2007 och används av forskare och studenter på Lunds universitet inom många olika områden såväl som av F&U-personal från olika teknikföretag som hyr in sig i lokalerna, till exempel Glo AB och Sol Voltaics.
Huvuddelen av forskningen som bedrivs på Lund Nano Lab är inriktad på nanotrådar i halvledarmaterial. De framställs vanligen med hjälp av bottom up-metoden.
Laboratoriet används för i huvudsak tre ändamål:
- Epitaxiell tillväxt av halvledarkomponenter
- Bearbetning och analys av nanostrukturer
- Tillverkning av prototypdelar